# IC 5364-2
IC 5364-2 — галактика типу S/P (спіральна галактика) у сузір'ї Скульптор.
Цей об'єкт міститься в оригінальній редакції індексного каталогу.